# Liste der Monuments historiques in Fréhel
Die Liste der Monuments historiques in Fréhel führt die Monuments historiques in der französischen Gemeinde Fréhel auf.

## Liste der Bauwerke
| Bezeichnung          | Beschreibung              | Standort                        | Kennzeichnung | Schutzstatus | Datum | Bild           |
| -------------------- | ------------------------- | ------------------------------- | ------------- | ------------ | ----- | -------------- |
| Villa Collignon      | Erbaut 1925               | 9, allée des Genêts-d’Or (Lage) | PA00135253    | Inscrit      | 1995  |                |
| Herrenhaus           | Erbaut im 18. Jahrhundert | Ville-Roger (Lage)              | PA22000025    | Inscrit      | 2007  |                |
| Kapelle St-Sébastien | Erbaut im 16. Jahrhundert | (Lage)                          | PA00089156    | Inscrit      | 1928  | weitere Bilder |

## Liste der Objekte

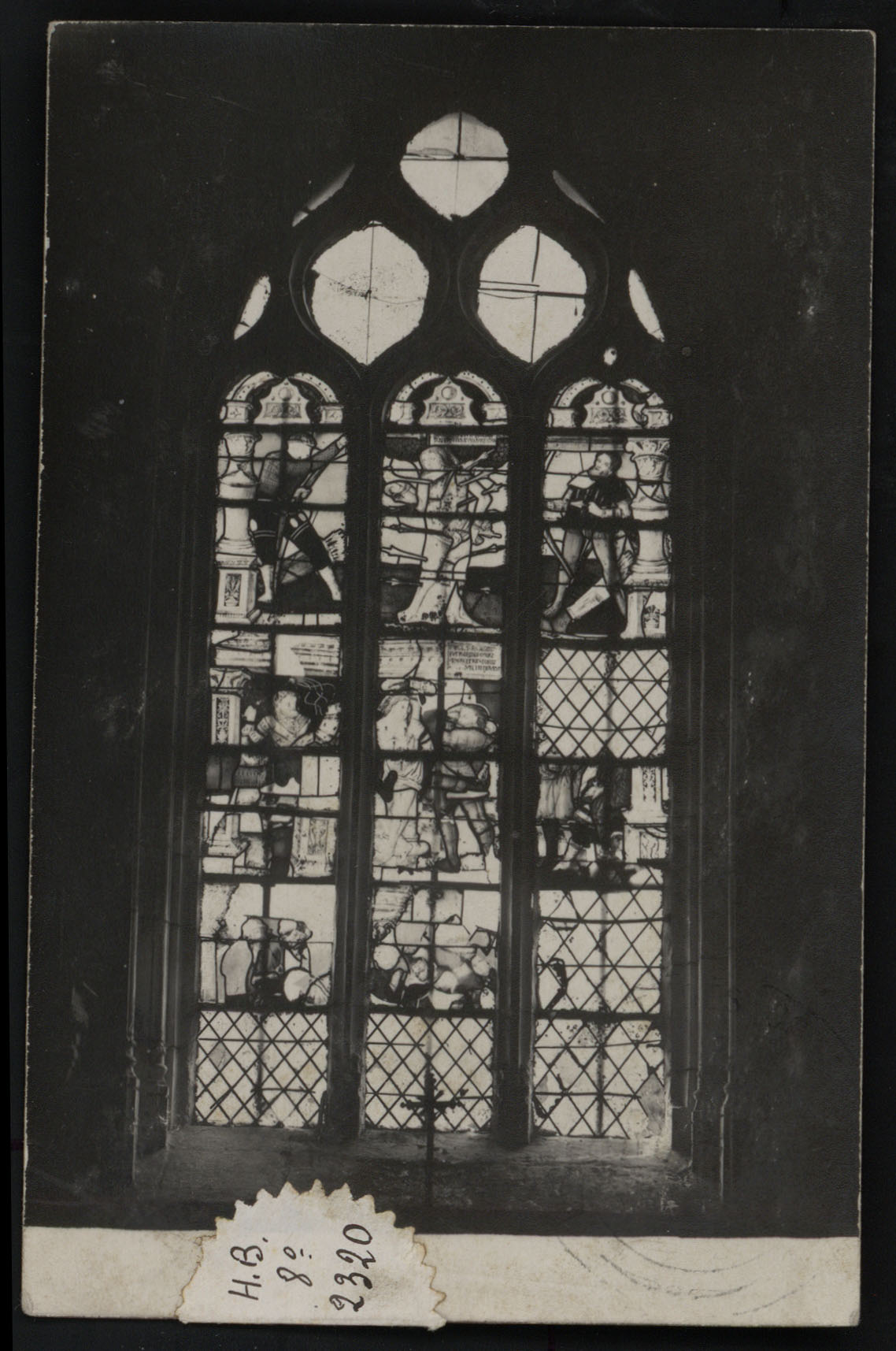
Bleiglasfenster (16. Jahrhundert) in der Kapelle Saint-Sébastien

- Monuments historiques (Objekte) in Fréhel in der Base Palissy des französischen Kultusministeriums

Siehe auch: Martyrium des heiligen Sebastian (Fréhel)